# Eucereon imriei
Eucereon imriei är en fjärilsart som beskrevs av Druce 1894. Eucereon imriei ingår i släktet Eucereon och familjen björnspinnare. Inga underarter finns listade i Catalogue of Life.